# Zápas na Letních olympijských hrách 1992 – muži, volný styl do 68 kg
Zápas ve volném stylu ve váhové kategorii do 68 kg probíhal na Letních olympijských hrách 1992 v Barcelonském Instituto Nacional de Educación Física de Cataluña. O medaile se utkalo celkem 19 zápasníků.

## Turnajové výsledky
Zápasníci jsou rozděleni do dvou skupin. Je aplikován systém na dvě porážky.
Legenda
- TO — Lopatkové vítězství
- SP — Vítězství pro převahu, 12 až 14 bodů rozdíl, poražený s body
- SO — Vítězství pro převahu, 12 až 14 bodů rozdíl, poražený bez bodů
- ST — Vítězství na technickou převahu, 15 bodů rozdíl
- PP — Vítězství na body, poražený s body
- PO — Vítězství na body, poražený bez bodů
- PA — Vítězství pro soupeřovo zranění
- DQ — Vítězství pro soupeřovu diskvalifikaci
- D2 — Oba zápasníci diskvalifikováni pro pasivitu, skóre 0-0
- DNA — Nenastoupil
- L — Porážky
- ER — Kolo vyřazení
- CP — Klasifikační body
- TP — Technické body

### Skupiny

#### Skupina A
| L      |                        | CP     | TP     |                         | L      |        |
| Kolo 1 | Kolo 1                 | Kolo 1 | Kolo 1 | Kolo 1                  | Kolo 1 | Kolo 1 |
| ------ | ---------------------- | ------ | ------ | ----------------------- | ------ | ------ |
| 1      | Endre Elekes (HUN)     | 0-4 TO | 4:54   | Kósei Akaiši (JPN)      | 0      |        |
| 1      | Jesús Rodríguez (CUB)  | 1-3 PP | 1-2    | Maxim Geller (ISR)      | 0      |        |
| 0      | Fatih Özbaş (TUR)      | 3-1 PP | 4-2    | Ibo Oziti (NGR)         | 1      |        |
| 1      | Ludwig Küng (SUI)      | 0-4 PA | 4:19   | Arsen Fadzajev (EUN)    | 0      |        |
| 1      | Calum McNeil (GBR)     | 0-3 PO | 0-5    | Townsend Saunders (USA) | 0      |        |
| 0      | Francisco Barcia (ESP) |        |        | Bye                     |        |        |
| Kolo 2 |                        |        |        |                         |        |        |
| 1      | Francisco Barcia (ESP) | 1-3 PP | 1-7    | Endre Elekes (HUN)      | 1      |        |
| 0      | Kósei Akaiši (JPN)     | 3-0 PO | 1-0    | Jesús Rodríguez (CUB)   | 2      |        |
| 1      | Maxim Geller (ISR)     | 0-3 PO | 0-2    | Fatih Özbaş (TUR)       | 0      |        |
| 1      | Ibo Oziti (NGR)        | 3-0 PO | 4-0    | Calum McNeil (GBR)      | 2      |        |
| 0      | Arsen Fadzajev (EUN)   | 3-1 PP | 4-1    | Townsend Saunders (USA) | 1      |        |
| 1      | Ludwig Küng (SUI)      |        |        | DNA                     |        |        |
| Kolo 3 |                        |        |        |                         |        |        |
| 2      | Francisco Barcia (ESP) | 0-3 PO | 0-9    | Kósei Akaiši (JPN)      | 0      |        |
| 2      | Endre Elekes (HUN)     | 0-0 D2 | 0-0    | Maxim Geller (ISR)      | 2      |        |
| 1      | Fatih Özbaş (TUR)      | 0-3 PO | 0-2    | Arsen Fadzajev (EUN)    | 0      |        |
| 2      | Ibo Oziti (NGR)        | 0-4 TO | 3:33   | Townsend Saunders (USA) | 1      |        |
| Kolo 4 |                        |        |        |                         |        |        |
| 1      | Kósei Akaiši (JPN)     | 1-3 PP | 1-3    | Arsen Fadzajev (EUN)    | 0      |        |
| 1      | Fatih Özbaş (TUR)      | 3-1 PP | 5-2    | Townsend Saunders (USA) | 2      |        |
| Kolo 5 |                        |        |        |                         |        |        |
| 1      | Kósei Akaiši (JPN)     | 3-0 PO | 3-0    | Fatih Özbaş (TUR)       | 2      |        |
| 0      | Arsen Fadzajev (EUN)   |        |        | Bye                     |        |        |

| Zápasník                | L | ER | CP |
| ----------------------- | - | -- | -- |
| Arsen Fadzajev (EUN)    | 0 | -  | 13 |
| Kósei Akaiši (JPN)      | 1 | -  | 14 |
| Fatih Özbaş (TUR)       | 2 | 5  | 9  |
| Townsend Saunders (USA) | 2 | 4  | 9  |
| Endre Elekes (HUN)      | 2 | 3  | 3  |
| Maxim Geller (ISR)      | 2 | 3  | 3  |
| Ibo Oziti (NGR)         | 2 | 3  | 4  |
| Francisco Barcia (ESP)  | 2 | 3  | 1  |
| Jesús Rodríguez (CUB)   | 2 | 2  | 1  |
| Calum McNeil (GBR)      | 2 | 2  | 0  |
| Ludwig Küng (SUI)       | 1 | 1  | 0  |

#### Skupina B
| L      |                              | CP     | TP     |                              | L      |        |
| Kolo 1 | Kolo 1                       | Kolo 1 | Kolo 1 | Kolo 1                       | Kolo 1 | Kolo 1 |
| ------ | ---------------------------- | ------ | ------ | ---------------------------- | ------ | ------ |
| 1      | Ko Young-Ho (KOR)            | 1-3 PP | 2-4    | Giorgios Athanassiadis (GRE) | 0      |        |
| 1      | Küllo Kõiv (EST)             | 1-3 PP | 2-4    | Georg Schwabenland (GER)     | 0      |        |
| 1      | Cris Brown (AUS)             | 1-3 PP | 3-4    | Gérard Sartoro (FRA)         | 0      |        |
| 1      | Ali Akbarnejad (IRI)         | 1-3 PP | 2-3    | Valentin Gecov (BUL)         | 0      |        |
| 1      | Ahmad Al-Osta (SYR)          | 1-3 PP | 2-3    | Chris Wilson (CAN)           | 0      |        |
| Kolo 2 |                              |        |        |                              |        |        |
| 1      | Ko Young-Ho (KOR)            | 3-1 PP | 3-1    | Küllo Kõiv (EST)             | 2      |        |
| 1      | Giorgios Athanassiadis (GRE) | 0-0 D2 | 0-0    | Georg Schwabenland (GER)     | 1      |        |
| 2      | Cris Brown (AUS)             | 0-3 PO | 0-4    | Ali Akbarnejad (IRI)         | 1      |        |
| 0      | Gérard Sartoro (FRA)         | 3-0 PO | 1-0    | Ahmad Al-Osta (SYR)          | 2      |        |
| 1      | Valentin Gecov (BUL)         | 1-3 PP | 1-3    | Chris Wilson (CAN)           | 0      |        |
| Kolo 3 |                              |        |        |                              |        |        |
| 1      | Ko Young-Ho (KOR)            | 3-0 PO | 3-0    | Georg Schwabenland (GER)     | 2      |        |
| 2      | Giorgios Athanassiadis (GRE) | 1-3 PP | 1-5    | Ali Akbarnejad (IRI)         | 1      |        |
| 1      | Gérard Sartoro (FRA)         | 1-3 PP | 2-9    | Valentin Gecov (BUL)         | 1      |        |
| 0      | Chris Wilson (CAN)           |        |        | Bye                          |        |        |
| Kolo 4 |                              |        |        |                              |        |        |
| 1      | Chris Wilson (CAN)           | 1-3 PP | 1-2    | Ko Young-Ho (KOR)            | 1      |        |
| 2      | Gérard Sartoro (FRA)         | 0-3 PO | 0-3    | Ali Akbarnejad (IRI)         | 1      |        |
| 1      | Valentin Gecov (BUL)         |        |        | Bye                          |        |        |
| Kolo 5 |                              |        |        |                              |        |        |
| 1      | Valentin Gecov (BUL)         | 3-1 PP | 7-5    | Ko Young-Ho (KOR)            | 2      |        |
| 2      | Chris Wilson (CAN)           | 0-3 PO | 0-1    | Ali Akbarnejad (IRI)         | 1      |        |

| Zápasník                     | L | ER | CP | Tiebreaker |
| ---------------------------- | - | -- | -- | ---------- |
| Valentin Gecov (BUL)         | 1 | -  | 10 | 3          |
| Ali Akbarnejad (IRI)         | 1 | -  | 13 | 1          |
| Ko Young-Ho (KOR)            | 2 | 5  | 11 |            |
| Chris Wilson (CAN)           | 2 | 5  | 7  |            |
| Gérard Sartoro (FRA)         | 2 | 4  | 7  |            |
| Giorgios Athanassiadis (GRE) | 2 | 3  | 4  |            |
| Georg Schwabenland (GER)     | 2 | 3  | 3  |            |
| Küllo Kõiv (EST)             | 2 | 2  | 2  |            |
| Cris Brown (AUS)             | 2 | 2  | 1  |            |
| Ahmad Al-Osta (SYR)          | 2 | 2  | 1  |            |

### Finále
|                         | CP               | TP               |                      |                  |
| Zápas o 9. místo        | Zápas o 9. místo | Zápas o 9. místo | Zápas o 9. místo     | Zápas o 9. místo |
| ----------------------- | ---------------- | ---------------- | -------------------- | ---------------- |
| Endre Elekes (HUN)      | DNA              |                  | Gérard Sartoro (FRA) |                  |
| Zápas o 7. místo        |                  |                  |                      |                  |
| Townsend Saunders (USA) | 3-1 PP           | 6-3              | Chris Wilson (CAN)   |                  |
| Zápas o 5. místo        |                  |                  |                      |                  |
| Fatih Özbaş (TUR)       | 3-1 PP           | 3-1              | Ko Young-Ho (KOR)    |                  |
| Zápas o 3. místo        |                  |                  |                      |                  |
| Kósei Akaiši (JPN)      | 3-0 PO           | 4-0              | Ali Akbarnejad (IRI) |                  |
| Finálový zápas          |                  |                  |                      |                  |
| Arsen Fadzajev (EUN)    | 3.5-.5 SP        | 13-1             | Valentin Gecov (BUL) |                  |

## Finálové pořadí
1. Arsen Fadzajev (EUN)
2. Valentin Gecov (BUL)
3. Kósei Akaiši (JPN)
4. Ali Akbarnejad (IRI)
5. Fatih Özbaş (TUR)
6. Ko Young-Ho (KOR)
7. Townsend Saunders (USA)
8. Chris Wilson (CAN)
9. Gérard Sartoro (FRA)
10. Endre Elekes (HUN)